# Fototropisme
Fototropisme er et begreb, der bruges om en plantes respons på lys. Ordet kommer af græsk foto, som betyder lys, og tropos – at vende. Som ordet antyder vender planten sig efter lyset, hvilket er en funktion, der styres af nogle plantehormoner kaldet auxiner. Forsøg med fototropisme ledte faktisk til opdagelsen af plantehormoner.

## Historie
Mekanismen bag fototropisme blev første gang udforsket i 1880 af Charles Darwin og dennes søn. De lavede en række forsøg, hvor de afskar toppen af nogle spirer og registrerede at disse ikke længere vendte sig mod lyset. Derpå konkluderede de, at spidsen af planten var kilden til mekanismen og de afdækkede nu denne med henholdsvis en lysgennemtrængelig og en ikke-gennemtrængelig hætte, hvormed man kunne registrere at, hvor lyset kunne komme ind vendte planten sig herefter, men ellers skete der intet. De afdækkede også den del, hvor bøjningen sker, men i dette tilfælde var effekten af afdækkelsen ingen. De havde dermed påvist at det var lyset der fik planten til at vende sig og signalet påbegyndtes i toppen.
I 1913 videreførte den danske botaniker Peter Boysen Jensen forsøgene og adskilte spidsen fra resten af planten med en gelatineblok, hvorigennem et stof kan diffundere, samt med en glimmerplade, som er impermeabel. Dette forsøg viste, at der var tale om et stof, der dannedes i spidsen af en plante og blev transporteret nedad for at signalere, at planten skulle vokse.
Senere forsøg foretaget af den hollandske Frits Went med mere avancerede tekniker har bekræftet teorierne.

## Mekanisme
Auxinerne produceres i en plantes skudspidser på skyggesiden og diffunderer ned til celler længere nede i planten, hvor de påvirker hydrogenionkanaler, som drevet af ATP pumper H+'er ind i cellevæggen, hvormed graden af surhed stiger og et antal enzymer, hvis optimum er ved lav pH, bevirker at de mikrofibriller, der er viklet rundt om cellen, omarrangeres, således at cellen kan blive længere, men ikke bredere. Herefter dannes nye cellevægskomponenter samt nyt cytoplasma alt imens vand ved osmose kommer ind i den centrale vakuole grundet cellevæggens ringe modstandsdygtighed og forstører cellen.